# NDRエルプフィルハーモニー管弦楽団
NDRエルプフィルハーモニー管弦楽団（NDR Elbphilharmonie Orchester）は、1945年に結成された、北ドイツ・ハンブルクに本拠を置くオーケストラ。旧称は、ハンブルク北ドイツ放送交響楽団（ドイツ語: NDR Sinfonieorchester Hamburg）。
現在の本拠地は、ハーフェンシティにあるエルプフィルハーモニー・ハンブルク。「エルプ」はハーフェンシティが面するエルベ川を意味する。

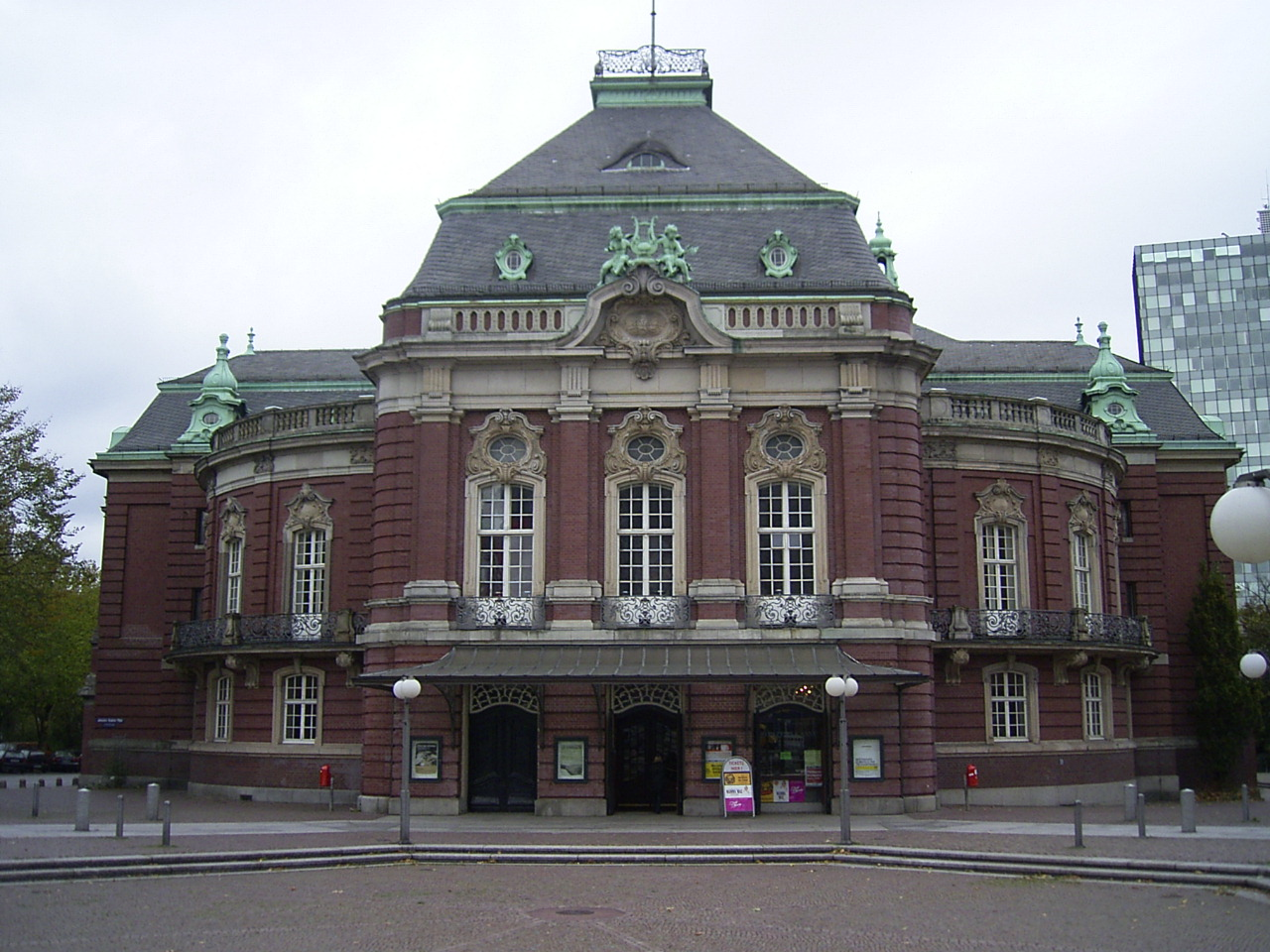
2016年までの本拠地ライスハレ

## 概要
その楽団名にNDR（北ドイツ放送）を冠する通り、北ドイツ放送協会の放送オーケストラである。本拠地は、2016年まではハンブルクのライスハレ（旧称ムジークハレ）、2017年1月からは新たにオープンしたエルプフィルハーモニー・ハンブルク。現在の首席指揮者はアラン・ギルバート。
かつて「北ドイツ放送交響楽団」と称しており、こちらの名称で当該楽団を知る向きも多く、旧称の楽団名でのレコーディング作品等も存在していることから、CDなどの購入の際は留意する。
北ドイツ放送は、このNDRエルプフィルハーモニー管弦楽団の他に、ハノーファーにもハノーファー北ドイツ放送フィルハーモニー管弦楽団を所有している。

## 沿革
第二次世界大戦後、旧西ドイツでは各地のラジオ局（放送協会）による放送オーケストラが結成されたが、北ドイツ放送交響楽団もその一つである。終戦直後の1945年、ドイツの指揮者ハンス・シュミット＝イッセルシュテットのもとにイギリス軍将校2人が訪れ、ハンブルクの放送局で交響楽団を創設してほしいと依頼し、創設に尽力する。当初は北西ドイツ放送交響楽団（NWDR-Sinfonieorchester）として結成され、後にケルン放送交響楽団を分離し、北ドイツ放送交響楽団となる。シュミット＝イッセルシュテットは、初代の首席指揮者（1945年 - 1971年）に就任した。
結成直後の1951年には巨匠ヴィルヘルム・フルトヴェングラーが指揮台に立ち、地元ハンブルク出身である作曲家ヨハネス・ブラームスの作品が演奏された。このときに演奏された交響曲第1番は録音も残っている。その他にも、ハンス・クナッパーツブッシュ、エーリヒ・クライバー、カール・シューリヒト、オットー・クレンペラー、カール・ベーム、フェレンツ・フリッチャイ等が指揮台にたった。
地元ハンブルク生まれでもあるブラームスの作品は、その後も一貫してこのオーケストラの主要レパートリーの一つであり、シュミット＝イッセルシュテット、ヴァント（2種）とは交響曲全集も完成している。
伝統的な作品の他に現代音楽もレパートリーとしており、ブルーノ・マデルナやピエール・ブーレーズ、クシシュトフ・ペンデレツキ、松下眞一らの作品も彼らの指揮により、初演を行っている。
シュミット＝イッセルシュテットの退任後、1972年からモーシェ・アツモンが第2代首席指揮者をつとめ、1979年には、東ドイツから亡命したばかりのクラウス・テンシュテットが第3代首席指揮者に就く。しかし、テンシュテットは楽団との関係がうまくいかず、1981年の演奏旅行中に辞任してしまう。後継にはケルン市の音楽総監督をつとめたギュンター・ヴァントを第4代首席指揮者（1982年 - 1991年）として迎える。
ヴァントはオーソドックスな演奏で評判を呼び、楽団員からの信頼も厚く、首席指揮者退任後の1991年以降でも名誉指揮者として、2002年2月14日に没するまでこの楽団に客演した。ヴァントのあとは、ジョン・エリオット・ガーディナー（1991年 - 1994年）、ヘルベルト・ブロムシュテット（1995年 - 1997年）、クリストフ・エッシェンバッハ（1998年 - 2004年）、クリストフ・フォン・ドホナーニ（2004年 - 2011年）が首席指揮者をつとめた。2011年からはトーマス・ヘンゲルブロックが首席指揮者でアラン・ギルバートが首席客演指揮者。2015年からはクシシュトフ・ウルバンスキが首席客演指揮者に就任した。ドイツのオーケストラが外国人指揮者を迎える傾向の強い現代にあって、比較的ドイツ人指揮者を迎える比率が高い団体である。
2012年に新しく建設されるエルプフィルハーモニー・ハンブルクへ本拠地を移転する予定であったが、ホールの建設が遅れ、開館は2017年1月になった。同年2月11日より、楽団の名称をそれまでの「北ドイツ放送交響楽団」から「NDRエルプフィルハーモニー管弦楽団」（NDR Elbphilharmonie Orchester）に一新した。

## 歴代首席指揮者等
- ハンス・シュミット＝イッセルシュテット  ドイツ (1945年–1971年)
- モーシェ・アツモン  イスラエル (1972年–1976年)
- クラウス・テンシュテット  ドイツ (1979年–1981年)
- ギュンター・ヴァント  ドイツ (1982年–1990年)
- ジョン・エリオット・ガーディナー  イギリス (1991年–1994年)
- ヘルベルト・ブロムシュテット  スウェーデン (1996年–1998年)
- クリストフ・エッシェンバッハ  ドイツ (1998年–2004年)
- クリストフ・フォン・ドホナーニ  ドイツ (2004年–2011年)
- トーマス・ヘンゲルブロック  ドイツ (2011年–2018年)
- アラン・ギルバート  アメリカ合衆国 (2019年- )